# Lam Chau
Lam Chau (čínsky: 欖洲) byl malý ostrov v Hongkongu. Společně s ostrovem Čch’-lie-ťiao byl spojen v rámci výstavby mezinárodního letiště Hongkong.
Tento ostrov ležel na západ od Čch’-lie-ťiao a severně od ostrova Lantau. Měl rozlohu 0,08 km2 a byl 450 metrů dlouhý. Měl úzké skalnaté pobřeží a malé kopce (méně než 100 m vysoké) pokryté vegetací. Stejně jako Čch’-lie-ťiao byl Lam Chau převážně z žuly.
V 90. letech 20. století byl ostrov zploštěn a spojen s ostrovem Čch’-lie-ťiao, aby rekultivací vytvořil letištní plochu. Bývalý ostrov je nyní součástí jihozápadní strany areálu letiště, který se nachází v blízkosti západního konce jižní ranveje.